# フェトフッラー・ギュレン

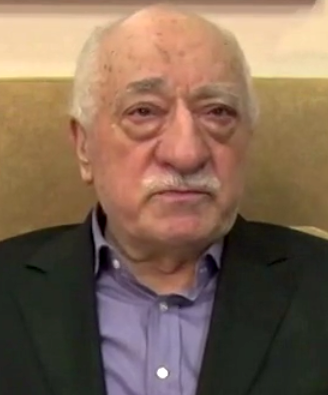
フェトフッラー・ギュレン (2016)

フェトフッラー・ギュレン（土: Fethullah Gülen, 1941年4月27日 - 2024年10月20日）は、トルコの宗教家である。トルコにおけるイスラーム道徳をベースにする市民活動の指導者として知られる。「ホジャエフェンディ（尊師）」とも呼ばれる。アメリカ合衆国のペンシルヴァニアに病気療養の名目で亡命中だったが、2024年10月20日に死去。

## 人物

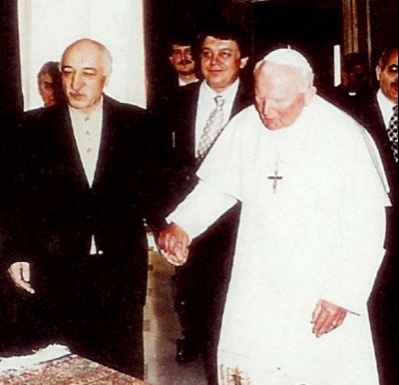
フェトフッラー・ギュレンとヨハネ・パウロ2世（1998年）

トルコ東部のエルズルム近郊の出身。オスマン帝国末期からトルコ共和国の初期に活動したイスラム神秘主義者サイド・ヌルスィーによる非合法教団（ヌルジュ）の流れを汲むが、スンナ派（ハナフィー学派）に立脚し、アタテュルク以来の国家方針である世俗主義とイスラームが矛盾しないことを訴える比較的穏健な立場をとる。
彼の支持者達は「ギュレン運動（ギュレン集団とも）」「フェトフッラー派」などと呼ばれているが、彼の名前や名字の後に「団体」、「教団」もしくは「派」がつく呼称は、本人および運動関係者に好まれない。欧米研究者は、「ギュレン運動　Gulen Movement」を使う。運動関係者は、「奉仕（土: Hizmet）運動」を好んで使用している。
ギュレンは寛容の精神を掲げており、テロを非難し、バチカン市国やいくつかのユダヤ人団体との対話など宗教間の対話をサポートしている。ギュレン集団はテレビ局や有力紙『ザマン』紙なども保有している。
ギュレン運動はかつてトルコのレジェップ・タイイップ・エルドアン大統領の支持母体となるなど、ギュレンとエルドアンは協力関係にあった。しかし2013年末にエルドアン政権に大規模汚職事件の名の下に第一回目ソフトクーデターを試み、エルドアン側はギュレンが仕掛けたものとして両者の関係は悪化。2016年7月15日にトルコで発生したクーデター未遂事件では、クーデターを試みた勢力がギュレン運動とつながっていたと目され、アメリカに対しギュレンの身柄引き渡し要求が行われたが、ギュレン自身は関与を否定している。2016年現在、アメリカ合衆国 ペンシルベニア州 セーラーズバーグ在住。
2024年10月20日に死去。83歳没。
なお、ギュレン運動は日本国内にも複数の文化センターやインターナショナルスクール、食品輸入会社などの名目で支部を設けている。